# Беляков, Владимир Михайлович
Влади́мир Миха́йлович Беляко́в (род. 16 апреля 1944, Горький, СССР) — советский футболист, полузащитник, тренер. Мастер спорта СССР.

## Карьера

### Клубная
Воспитанник горьковского футбола. В 1964—1967 годах защищал цвета местных клубов «Торпедо» и «Волга». По окончании сезона-1967 перешёл в московское «Динамо». Дебютировал в Высшей лиге 10 апреля 1968 года в матче против «Пахтакора» (1:1). В 1968 году пополнил ряды московского «Локомотива». 1972 год провёл в клубе «Крылья Советов». Завершил карьеру в 1975 году в дзержинском «Химике».

### В сборной
16 июня 1967 года провёл единственный матч за молодёжную сборную СССР против сверстников из Польши (0:1).

### Тренерская
В 1976—1977 годах и в 1981 году — главный тренер «Волги». В 1978—1981 годах входил в тренерский штаб горьковского клуба.

## Достижения
- Серебряный призёр Первой лиги: 1971